# Lophochernes semicarinatus
Lophochernes semicarinatus es una especie de arácnido del orden Pseudoscorpionida de la familia Cheliferidae.

## Distribución geográfica
Se encuentra en Vietnam.